# ساول مالاتراسی
ساول مالاتراسی (به ایتالیایی: Saul Malatrasi) بازیکن فوتبال و اهل ایتالیا است که از سال ۱۹۶۵ میلادی عضو تیم ملی فوتبال ایتالیا بوده و در ۳ بازی ملی حضور داشته‌است. او در بازی‌های ملی‌اش گلی به ثمر نرساند.
ساول مالاتراسی آخرین بازی ملی خود را در سال ۱۹۶۹ میلادی انجام داد.